# Tôlanaro (stad)
Tôlanaro is een stad in het zuidoosten van Madagaskar. Het is de hoofdstad van de regio Anosy.

## Geschiedenis
De eerste nederzetting op deze plaats heette Tholongar en werd in 1504 door de Portugezen gesticht. Ze bouwden er een fort, dat tot 1527 zou blijven staan, toen de kolonisten door de inlandse bewoners werden verjaagd. Op 24 september 1642 arriveerden ongeveer honderd kolonisten onder leiding van de Franse Oost-Indische Compagnie. Zij bouwden een nieuwe nederzetting met een vesting die Fort Flacourt werd genoemd. Korte tijd later werd dit veranderd in Fort Dauphin, naar de Franse Dauphin (kroonprins) Lodewijk XIV van Frankrijk, de latere zonnekoning. De Franse kolonisten hadden het niet makkelijk: er was weinig handelswaar, tropische ziekten eisten slachtoffers en nadat er problemen met de Antanosy waren ontstaan werden de kolonisten in 1674 geëvacueerd. Een van hen was Étienne de Flacourt, vanaf 1648 de Franse gouverneur van Madagaskar. Hij schreef het in 1658 uitgegeven Histoire de la Grande Isle Madagascar, wat tot de 19e eeuw een van de belangrijkste informatiebronnen over Madagaskar zou zijn. In 1768 werd een nieuwe poging ondernomen om hier een handelsplaats op te bouwen, maar al drie jaar later (1771) moest dit worden opgegeven. Pas in 1895-1896, bij de Franse verovering van Madagaskar, kwam de plaats weer onder Frans bestuur. Van 1897 tot de onafhankelijkheid van het eiland in 1960 was er in de havenstad een Frans garnizoen gestationeerd.

## Heden
Lange tijd was de havenstad slechts van lokaal belang, mede door de slechte wegverbindingen met de rest van het eiland. De nieuwe ilmenietmijn van de Brits-Australische Rio Tinto Group zorgde ervoor dat er verschillende nieuwe wegen werden aangelegd. Ook werd de zeehaven Port d'Ehoala fors uitgebreid.

## Klimaat en omgeving
Door de dichtbijzijnde bergen valt er ongeveer 1700 millimeter regen per jaar, waardoor de omgeving groener en vruchtbaarder is dan de meest delen van Zuid-Madagaskar. De gemiddelde temperatuur is er 23° en ligt afhankelijk van het jaargetijde tussen 20° en 26°. Het stadsaanzicht wordt beheerst door de nabije Pic St. Louis, die 529 meter boven het zeeniveau uitsteekt. Het Nationaal park Andohahela bevindt zich 40 kilometer noordwestelijk van de stad.

## Namen
Naast de officiële naam Tôlanaro is de stad ook bekend onder de namen:
- Faradofay
- Fort Dauphin
- Taolanaro
- Tholongar
- Tolagnaro
- Tôla
- Tôlagnaro
- Taolagnaro

## Geboren
- Gilles Andriamahazo (1919-1989), president van Madagaskar (1975)

- Gemeinsame Normdatei: 4595417-3
- Library of Congress Control Number: n91042120
- Nationale Bibliotheek van Israël: 987007565233605171
- Système universitaire de documentation: 149481357
- Virtual International Authority File: 138511246